# Провинција Бунго
Бунго (јап. 豊後国) је једна од 66 историјских провинција Јапана, која је постојала од почетка 8. века (закон Таихо из 703. године) до Мејџи реформи у другој половини 19. века. Бунго се налазио на источној обали острва Кјушу.
Царским декретом од 29. августа 1871. све постојеће провинције замењене су префектурама. Територија Бунгоа припада данашњој префектури Оита.

## Географија
Бузен је најисточнија од девет провинција острва Кјушу. На истоку је излазио на Унутрашње море. На југу се граничио са провинцијом Хјуга, на западу са провинцијама Хиго, Чикуго и Чикузен, а на северу са провинцијом Бузен.